# Ruy Blas (film 1948)
Ruy Blas è un film del 1948 diretto da Pierre Billon.

## Trama
Il Marchese Don Salluste de Bazan viene esiliato dalla corte di Spagna e per vendicarsi della regina Salluste traveste Ruy Blas, presentandolo come Don Cesar. Ruy Blas è intelligente, virtuoso e generoso e così la regina si innamorata di lui, nominandolo Primo Ministro.